# 502年
| 千纪： | 1千纪                                                                                           |
| 世纪： | 5世纪 \| 6世纪 \| 7世纪                                                                         |
| 年代： | 470年代 \| 480年代 \| 490年代 \| 500年代 \| 510年代 \| 520年代 \| 530年代                       |
| 年份： | 497年 \| 498年 \| 499年 \| 500年 \| 501年 \| 502年 \| 503年 \| 504年 \| 505年 \| 506年 \| 507年 |
| 纪年： | 壬午年（马年）；北魏景明三年；柔然太安十一年；南朝齐中兴二年；南朝梁天监元年；高昌承平元年      |

## 大事记
- 中國
  - 蕭衍篡齊，國號粱。